# 알크메온
알크메온(Alkmeon)은 그리스 신화에 나오는 암피아라오스와 에리필레 사이에서 태어난 아들이다. 테베 원정에 참가하였고, 그후 아버지의 명령에 따라 어머니를 죽였기 때문에 정신착란을 일으켜 복수의 여신 에리스에 쫓기면서 방랑을 계속한다. 그는 프소피스 왕 페게우스를 찾아가 왕녀 아르시노에를 아내로 맞았으나, 어머니를 살해한 죄를 씻을 길이 없어 그로 인하여 나라는 굶주림에 빠지게 되었다. 그는 다시 방랑을 계속하다가 마침내 하천신 아켈로스 곁에 이르러 비로소 죄를 씻을 수 있게 되어, 하천신의 딸 칼리로에와 결혼하였다. 그런데 그녀는, 알크마이온이 일찍이 아르시노에에게 준 하르모니아의 목걸이와 옷을 원하였기 때문에, 그는 책략을 꾸며 페게우스왕으로부터 목걸이를 돌려받았다. 그러나 나중에 이 사실을 안 페게우스왕은 자기의 아들을 시켜 그를 살해하도록 하였다. 남편을 여읜 칼리로에는 제우스에게 남편의 원수를 갚을 수 있도록 두 아들을 빨리 성장시켜 주기를 간청하였으며, 이 간청이 받아들여져 두 아들 암포테로스와 아카르난이 급성장하여 페게우스왕을 토벌하였다.